# Domaniów
Domaniów (deutsch Thomaskirch) ist ein Dorf in Niederschlesien. Der Ort ist Sitz der Landgemeinde Domaniów im Powiat Oławski in der polnischen Woiwodschaft Niederschlesien.

## Geographie

### Geographische Lage
Das Angerdorf Domaniów liegt 15 km südwestlich der Kreisstadt Oława (Ohlau) und rund 35 Kilometer südlich der Woiwodschaftshauptstadt Breslau. Der Ort liegt in der Nizina Śląska (Schlesische Tiefebene) innerhalb der Równina Wrocławska (Breslauer Ebene).
Nordöstlich des Dorfes verläuft die Autostrada A4. Nördlich des Dorfes befand sich bis in die 1970er Jahre die Bahnstrecke der Ohlauer Kleinbahn.

### Ortsteil
Ortsteil von Domaniów ist der Weiler Domaniówek (Neu Thomaskirch).

### Nachbarorte
Nachbarorte von Domaniów sind im Osten Skrzypnik (Runzen), im Süden Kończyce (Kontschwitz) und im Norden Piskorzówek (Klein Peiskerau).

## Geschichte
Der Ort wurde 1224 erstmals als Domavioua erwähnt. 1234 wurde der Ort nach deutschem Recht neu ausgesetzt. Weitere Erwähnungen erfolgte 1344 als Thomaskerche, 1383 als Domuskerch sowie 1408 als Domißkirch.
Nach dem Ersten Schlesischen Krieg 1742 fiel Daupe zusammen mit dem größten Teil Schlesiens an Preußen. 1783 zählte der Ort 19 Bauernstellen.
Nach der Neugliederung Preußens gehörte die Landgemeinde Thomaskirch ab 1815 zur Provinz Schlesien und war ab 1816 dem Landkreis Ohlau eingegliedert. 1874 wurde der Amtsbezirk Kontschwitz gegründet, welcher die Landgemeinden Kontschwitz, Raduschkowitz und Thomaskirch umfasste. 1885 zählte der Ort 974 Einwohner.
1933 zählte Thomaskirch 1091, 1939 wiederum 1079 Einwohner. Bis 1945 befand sich der Ort im Landkreis Ohlau.
Als Folge des Zweiten Weltkriegs fiel Thomaskirch wie fast ganz Schlesien 1945 an Polen, wurde in Domaniów umbenannt und der Woiwodschaft Breslau angegliedert. Die deutsche Bevölkerung wurde, soweit sie nicht vorher geflohen war, weitgehend vertrieben. Die neu angesiedelten Bewohner waren zum Teil Heimatvertriebene aus Ostpolen. 1999 kam der Ort zum Powiat Oławski in der Woiwodschaft Niederschlesien.

## Sehenswürdigkeiten
- Die römisch-katholische Mariä-Heimsuchung-Kirche (poln. Kościół Nawiedzenia NMP) wurde 1234 erstmals erwähnt. Im 14. Jahrhundert entstand ein gotischer Steinbau. Um 1700 wurde die Kirche im barocken Stil umgebaut. Im Westen besitzt der Kirchenbau einen auf einem quadratischen Grundriss stehenden Glockenturm mit Laterne und Zwiebelhaube.[5]
- Säulenkapelle
- Steinerne Wegekapelle
- Bildstock

## Vereine
- Freiwillige Feuerwehr OSP Domaniów
- Fußballverein LKS Wierzbno Domaniów